# حارة الصلعه العليا (ذمار)

تعديل مصدري - تعديل

حارة الصلعه العليا هي إحدى حارات مدينة ذمار التابعة لمحافظة ذمار، بلغ تعداد سكانها 2,346 نسمة حسب تعداد اليمن لعام 2004.